# Matrice GE
La Matrice General Electric, dal nome della società per la quale fu sviluppata, è uno strumento di gestione del portafoglio business di impresa, creato dalla società di consulenza McKinsey come alternativa alla matrice del Boston Consulting Group (matrice BCG). A differenza di quest'ultima, creata sulla base di variabili semplici, la matrice GE viene costruita impiegando variabili aggregate che sintetizzano i diversi fattori alla base della competitività del business e dell'attrattività del settore.
Essi sono:
1) strategia di investimento e crescita (impone la difesa della posizione acquisita investendo per crescere il livello del tasso di sviluppo e concentrando gli sforzi per mantenere i punti di forza.)
2) strategia di crescita selettiva (suggerisce la difesa e/o crescita della posizione acquisita investendo per sostenere le azioni della concorrenza e conquistare i clienti. )
3) strategia selettiva (suggerisce la difesa della posizione acquisita investendo per concentrare gli investimenti dove la redditività è buona e dove il rischio è relativamente basso)
4) strategia di mietitura o abbandono (suggerisce di minimizzare gli ulteriori investimenti di mantenimento e programmare la vendita dell'attività con maggior vantaggio finanziario)
Rispetto alla BCG, l'inserimento del livello "medio" consente, una maggiore qualificazione delle strategie. E inoltre, vengono considerati anche altri fattori di competitività dell'impresa e di attrattività del mercato